# Fetiche de sapatos

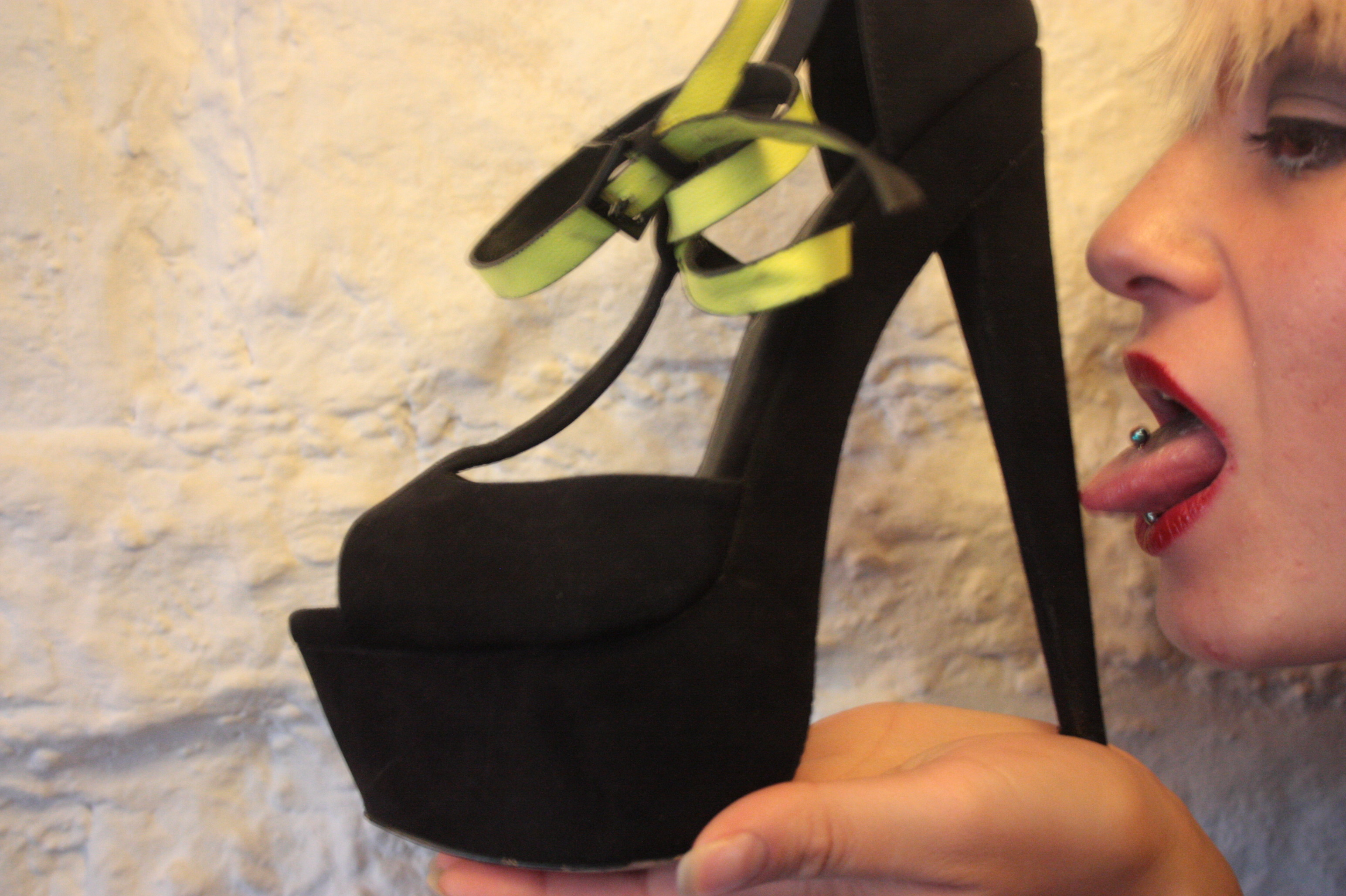
Um exemplo de fetichismo de sapatos: modelo Eve Casini lambendo um salto alto.

O Fetichismo de sapatos é a atribuição de qualidades sexuais atraentes a sapato ou outro calçado como uma questão de preferência sexual, ou uma alternativa ou complemento a um relacionamento com um parceiro. Também foi conhecido como retifismo, depois do romancista francês Nicolas-Edme Rétif (1734–1806), também conhecido como Rétif de la Bretonne..
Indivíduos com fetichismo por sapatos podem se interessar eroticamente por sapatos femininos. Embora os sapatos pareçam ter conotações sexuais na cultura convencional (por exemplo, os sapatos femininos geralmente são vendidos como "sexy"), essa opinião se refere a um contexto etnográfico ou cultural e provavelmente não se destina a ser interpretada literalmente. Outro fetichismo, que às vezes é visto como relacionado ao fetichismo de sapatos, é o fetichismo por botas.

## Prevalência
Para determinar as prevalências relativas de diferentes tipos de fetiches, os cientistas obtiveram uma amostra de pelo menos 5 mil indivíduos em todo o mundo, de 381 grupos de discussão na internet. As prevalências relativas foram estimadas com base no número de grupos dedicados a um fetiche em particular, no número de indivíduos que participam nos grupos e no número de mensagens trocadas.
Usando essas medidas, pés e sapatos foram considerados o alvo mais comum de preferências. Isso é consistente com uma análise de milhões de consultas de pesquisa feitas por usuários dos Estados Unidos que foram lançadas acidentalmente durante o escândalo de dados de pesquisa da AOL. 64% da população da amostra que preferia um objeto associado ao corpo tinha preferência por sapatos, botas e outros calçados.

## Cultura popular
No século 19, os estudantes da Europa Central bebiam vinho ou champanhe do sapato ou da bota de sua dama como sinal de devoção. O costume é observado na ópera de 1882, "Der Bettelstudent", onde Symon bebe champanhe do sapato de Laura no casamento. Em comemoração a essa tradição romântica, o fabricante francês de sapatos Louboutin publicou em 2009 um copo em forma de sapato de mulher, que foi revisado criticamente pelo diário alemão Die Welt.
O episódio Sex and the City ", La Douleur Exquise!", apresenta vendedor de sapatos com um fetiche por sapatos e pés, que permitiu que Charlotte York tivesse sapatos caros para livre simplesmente por permitir que ele a ajudasse a experimentar vários pares de sapatoss, enquanto ele a elogiava abertamente pelo estado de seus pés e oferecia a ela reflexologia dos pés. O breve relacionamento chegou ao fim quando Charlotte descobriu que estava recebendo descontos porque estava deixando-o segurar os pés e ficou ainda mais desconfortável com o vendedor, obviamente em climax de orgasmo, enquanto a ajudava no sexto par do dia.
O filme  There's Something About Mary  apresentava um ex-namorado de Mary, Dom "Woogie" Wooganowski, interpretado por Chris Elliott, com um fetiche por sapatos. Ele tentou roubar os sapatos dela.
No programa de comédia de animação  Family Guy , o personagem Glenn Quagmire tem um fetiche por pés e sapatos, entre outros fetiches. No filme de 1993, em espanhol,  Amante bilíngue , escrito e dirigido por Vicente Aranda, a partir de uma adaptação de um romance de Juan Marsé, o fetichismo por sapatos invade toda a história. .
No filme de 1995, "While You Were Sleeping " ", estrelado por Sandra Bullock, o personagem principal, interpretado por Michael Rispoli, tem um fetiche por sapatos. Na série de televisão de 2000 em japonês,  バ ス ス ト ッ プ ( Bus Stop) , o personagem principal, Musashi, tem um forte interesse em saltos altos e, a certa altura, repara um salto alto quebrado para a mulher que ele está perseguindo.